# Wieńczysław Wagner
Wieńczysław Józef Wagner von Igelgrund zum Zorstein (ur. 29 listopada?/12 grudnia 1917 w Moskwie, zm. 11 lutego 2013 w Sarasocie) – porucznik NOW-AK i PSZ, powstaniec warszawski, działacz społeczny i profesor nauk prawnych w USA i w Polsce specjalizujący się w prawie międzynarodowym i porównawczym.

## Życiorys
Urodził się jako syn Józefa Wagnera von Igelgrund zum Zorstein i Małgorzaty z domu de Ferrein. Ukończył Gimnazjum im. Joachima Lelewela w Warszawie. W latach 1935–1939 studiował prawo na Uniwersytecie Warszawskim. Był wiceprezesem Polskiego Akademickiego Związku Zbliżenia Międzynarodowego „Liga” i Koła Prawników UW. Był jednym z delegatów „Ligi” wysłanych do Włoch w 1938 w celu podpisaniu umowy z oficjalną włoską organizacją studencką GUF (Gruppo universitario fascista). Od 1937 był członkiem korporacji akademickiej „Arkonia”, a w 1939 uzyskał tytuł magistra prawa na UW oraz w Akademii Prawa Międzynarodowego w Hadze. Podczas okupacji odbył w Warszawie aplikację sądową i adwokacką. Był żołnierzem NOW, kierownikiem warszawskiego Wydziału Informacji i członkiem Zarządu Okręgu Stronnictwa Narodowego, oraz pracownikiem Delegatury Rządu na Kraj (w sekcji spraw zagranicznych „Moc", na stanowisku referenta w referacie zachodnioeuropejskim i w referacie wschodnioeuropejskim). Podczas powstania warszawskiego był oficerem do spraw specjalnych Zgrupowania NOW-AK „Harnaś” i redaktorem naczelnym Warszawskiego Dziennika Narodowego.
Po upadku powstania był więziony w niemieckich obozach jenieckich w Fallingbostel i Bergen-Belsen, skąd został wyzwolony przez wojska amerykańskie, po czym został zastępcą szefa Wydziału VI Sztabu Polskiego Ośrodka Wojennego w Lubece. Następnie pracował w dziale informacji i prasy II Korpusu Polskich Sił Zbrojnych we Włoszech, skąd został przeniesiony na placówkę do Paryża, gdzie w 1947 obronił doktorat z prawa międzynarodowego na Uniwersytecie Paryskim. W czasie pobytu we Francji był wiceprezesem Polskiego Stowarzyszenia Studentów Katolickich Veritas, pierwszym prezesem Oddziału Koła Armii Krajowej we Francji, członkiem Rady Naczelnej Koła AK w Londynie i przewodniczącym I Zjazdu Uchodźstwa Wojennego we Francji. W 1948 wyjechał do Stanów Zjednoczonych, gdzie w rok później rozpoczął studia doktoranckie na Northwestern University w Chicago, które ukończył w 1953 z tytułem Juris Doctor, a w 1957 z tytułem Doctor of Juridical Sciences (odpowiednik habilitacji). W latach 1953–1962 był profesorem prawa na University of Notre Dame, w latach 1962–1971 na Indiana University (full professor with tenure), w latach 1971–1989 na University of Detroit, w latach 1989–1990 na Uniwersytecie Mikołaja Kopernika, a następnie na Uniwersytecie Jagiellońskim. Był profesorem wizytującym na ponad 30 uczelniach na świecie i autorem ponad 250 prac naukowych z zakresu prawa konstytucyjnego, międzynarodowego, cywilnego i porównawczego, a także rozwoju polskiej tolerancji i myśli demokratycznej w okresie przedrozbiorowym, oraz wieloletnim redaktorem naczelnym periodyku prawniczego American Journal of Comparative Law w latach 1962–1990. Był również zamiejscowym członkiem korespondentem Polskiego Towarzystwa Naukowego na Obczyźnie. Miał troje dzieci: Józefa, Aleksandrę i Małgorzatę. Pochowany na cmentarzu Powązki Wojskowe w Warszawie (kwatera D18-kol. lewe A-4-1).

## Odznaczenia, tytuły i nagrody
- Filister Korporacji Akademickiej Arkonia w Warszawie (ostatni przedwojenny członek)[9][1]
- Grant od Rządu Francji (1945)
- Grant od Fundacji Fulbrighta (czterokrotnie)
- Grant od Fundacji Forda[6]
- Złoty Krzyż Zasługi (1967, od Augusta Zaleskiego)[6]
- Krzyż Oficerski Orderu Odrodzenia Polski (1988, od Kazimierza Sabbata)[10]
- Doktor honoris causa Uniwersytetu Mikołaja Kopernika w Toruniu (1990)[7]
- Krzyż Komandorski Orderu Odrodzenia Polski (1993, od Lecha Wałęsy)[7]
- Kawaler Orderu Polonia Mater Nostra Est (2003)
- Medal „Pro Memoria” (2007, od Janusza Krupskiego)[11]
- Komandor Honoru i Dewocji Zakonu Kawalerów Maltańskich[6]
- Order Krzyża Niepodległości z Mieczami (2013, pośmiertnie od Bronisława Komorowskiego)[12]